# Konstantin Semyonov
Konstantin Semyonov (hebräisch קונסטנטין סמיונו; belarussisch Канстанцін Сямёнаў Kanstanzin Sjamjonau russisch Константин Семёнов Konstantin Semjonow; * 20. November 1969) ist ein ehemaliger israelischer Stabhochspringer belarussischer Herkunft.
1992 gewann er als Teil des Vereinten Teams Bronze bei den Leichtathletik-Halleneuropameisterschaften in Genua.
Nach seinem Nationalitätenwechsel startete er bei den Leichtathletik-Weltmeisterschaften 1995 in Göteborg, scheiterte aber in der Qualifikation. 1996 wurde er Achter bei den Halleneuropameisterschaften in Stockholm und schied bei den Olympischen Spielen in Atlanta in der Vorrunde aus.
1993 wurde er belarussischer Meister, 1996 israelischer Meister.

## Persönliche Bestleistungen
- Stabhochsprung: 5,76 m, 11. Juli 1996, Tel Aviv
  - Halle: 5,70 m, 1. Februar 1992, Moskau